# Rudolf Degermark
Rudolf Reinhold Degermark (Piteå, Norrbotten, 19 de juliol de 1886 – Estocolm, 21 de maig de 1960) va ser un gimnasta suec que va competir a primers del segle xx.
El 1908 va prendre part en els Jocs Olímpics de Londres, on guanyà la medalla d'or en la prova del concurs complet per equips, com a membre de l'equip suec.